# Cyanea nozakii
Cyanea nozakii är en manetart som beskrevs av Kamakiche Kishinouye 1891. Cyanea nozakii ingår i släktet Cyanea och familjen Cyaneidae. Inga underarter finns listade i Catalogue of Life.